# Йоргос Самарас
Йо́ргос Самара́с (грец. Γιώργος Σαμαράς; нар. 21 лютого 1985; Іракліон, Крит, Греція) — грецький футболіст. Самарас захищав кольори національної збірної Греції, у складі якої брав участь у чемпіонаті Європи 2008 року. Виступав за команди «Геренвен» та «Манчестер Сіті».

## Життєпис

### Клубна кар'єра

#### «Геренвен»
Самарас переїхав до Нідерландів зі своїм батьком (в минулому відомим футболістом — Іоаннісом Самарасом) у віці 16 років, де підписав контракт з клубом «Геренвен». Свій дебютний матч за команду в чемпіонаті він зіграв у сезоні 2003—2004, а в стартовому складі виходив 10 разів. Самарас провів ще два успішні сезони у Ередивізі, після чого на молодого нападника почали звертати увагу скаути клубів Прем'єр-ліги. Попри те, що Самараса хотів придбати «Арсенал» , він прийняв пропозицію «Манчестер Сіті» і підписав контракт на суму 6 мільйонів стерлінгів. За 4 сезони у «Геренвені» Самарас забив 25 голів у 88 матчах.

#### «Манчестер Сіті»
Свій дебютний матч у складі «Манчестер Сіті» Самарас зіграв проти «Ньюкасл Юнайтед», вийшовши на заміну. Свій перший гол у чемпіонаті Англії Самарас забив 12 лютого 2006 року, коли його команда переогла «Чарльтон Атлетик» з рахунком 3:2. Незважаючи на гарні результати у своєму першому сезоні, Самарас провів другий сезон у Прем'єр-лізі не дуже вдало, забивши всього 4 голи у 36 матчах. Свій найкращий матч він провів у сезоні 2006—07, забивши 2 вирішальні голи наприкінці зустрічі проти «Евертона». Неодноразово за малорезультативну гру Самараса критикували журналісти, але тренер «Манчестер Сіті» Стюарт Пірс (який рідко випускав грецького нападника у стартовому складі) підримував гравця і навіть заявив, що він може стати великим нападником:
| “             | Йоргос, якому лише 21 рік, проводить свій перший сезон у Прем'єр-лізі. Він молодий хлопець, який вчиться грати у футбол в одній з найсильніших ліг світу. | „ |
| — Стюарт Пірс | |   |

Після того як команду залишив Стюарт Пірс, Самарас не грав у складі «Манчестер Сіті» більше двох місяців під керівництвом нового наставника Свена-Йорана Ерікссона. Ерікссон придбав 8 нових гравців, а Самарас був одним із тих, хто міг залишити команду . Однак, відхиливши пропозицію перейти до «Міддлсбро» , виріши залишитися у «Манчестер Сіті» та вибороти право грати у стартовому складі. 25 вересня 2007 року Самарас провів свою першу гру в сезоні 2007—08, зігравши у матчі Кубка Ліги проти «Норвіч Сіті». У тій зустрічі Самарас забив переможний гол на 90-й хвилині повернув довіру тренера. Самарас виходив на поле ще в декількох матчах, а Ерікссон хвалив грецького нападника за професіоналізм та бажання боротися за право грати у команді . Проте були чутки, що Самарас залишить команду, коли він отримав пропозицію перейти до «Бірмінгем Сіті» .

#### «Селтік»
Чутки про перехід Самарас продовжувались до 28 січня 2008 року, коли нападник перейшов на правах оренди до шотландського клубу «Селтік» до кінця сезону. Він обрав собі номер 9 на футболці . І вже у своєму дебютному матчі за нову команду Самарас відзначився голом, вийшовши на заміну у матчі Кубка Шотландії проти «Кілмарнока». Вдалий старт Самараса у «Селтіку» продовжувався: він забив голи «Хіберніану», «Інвернессу» та «Гретні» у своїх перших матчах. Сезон для Самараса закінчився тріумфально — «Селтік» став чемпіоном ШПЛ у останньому турі, а сам нападник здобув свої перші чемпіонські медалі. За Селтік, граючи на правах оренди Самарас забив 6 м'ячів у 21 матчі.
15 липня 2008 року Самарас підписав трирічний контракт з «Селтіком» на суму 1,5 мільйонів £ . Свої перші голи у сезоні 2008—09 Самарас забив 23 серпня проти «Фолкерка». Зважаючи на чудові результати Самарас був оголошений Гравцем місяця ШПЛ у вересні 2008 року. 26 липня 2009 року він забив один з найкращих голів своїх голів у матчі за Кубок Вемблі проти «Тоттенгем Готспур», в якому Селтік здобув перемогу 2:0.

### Кар'єра в збірній
Ще в юності Самарас міг грати за збірну Австралії. Його батько народився у Мельбурні, але переїхав до Греції у 13-річному віці, де і згодом став футболістом, виступав за «Панатінаікос» та національну збірну Греції. Дід Самараса, також названий Йоргос, був одним із засновників австралійського футбольного клубу «Південний Мельбурн» . Проте попри це, сам Самарас вирішив представляти батьківщину на рівні національних збірних.
Свій дебютний матч у складі національної збірної Греції Самарас зіграв 28 лютого 2006 року, коли Греція проводила товариську зустріч проти збірної Білорусі; Самарас відзначився голом і приніс команді перемогу з рахунком 1:0 . Самарас був одним із основних гравців команди у відбірних матчах до чемпіонату Європи 2008 року, у складі якої потрапив у фінальну частину європейської першості, де збірна Греція виступила невдало, програвши усі три матчі. Четвертий м'яч Самараса за збірну, забитий у рамках кваліфікації до чемпіонату світу 2010, став найважливішим у його кар'єрі: Самарас приніс своїй команді перемогу над збірною Ізраїлю 2:1.

#### Голи за збірну
| #  | Дата           | Місце                        | Суперник             | Рахунок | Результат | Турнір              |
| -- | -------------- | ---------------------------- | -------------------- | ------- | --------- | ------------------- |
| 1. | 28 лютого 2006 | Лімасол, Кіпр                | Білорусь             | 1–0     | Перемога  | Товариський матч    |
| 2. | 1 березня 2006 | Нікосія, Кіпр                | Казахстан            | 0–2     | Перемога  | Товариський матч    |
| 3. | 11 жовтня 2006 | Зеніца, Боснія і Герцеговина | Боснія і Герцеговина | 0–4     | Перемога  | Відбір до Євро 2008 |
| 4. | 1 квітня 2009  | Іракліон, Греція             | Ізраїль              | 2–1     | Перемога  | Відбір до ЧС 2010   |

## Статистика

### Статистика виступів за клуб
Дані оновлено 5 квітня 2009
| Сезон   | Клуб           | Країна     | Ліга         | Матчі | Голи |
| ------- | -------------- | ---------- | ------------ | ----- | ---- |
| 2002–03 | Геренвен       | Нідерланди | Ередивізі    | 15    | 4    |
| 2003–04 | Геренвен       | Нідерланди | Ередивізі    | 27    | 4    |
| 2004–05 | Геренвен       | Нідерланди | Ередивізі    | 31    | 11   |
| 2005–06 | Геренвен       | Нідерланди | Ередивізі    | 15    | 6    |
| 2005–06 | Манчестер Сіті | Англія     | Прем'єр-ліга | 14    | 4    |
| 2006–07 | Манчестер Сіті | Англія     | Прем'єр-ліга | 36    | 4    |
| 2007–08 | Манчестер Сіті | Англія     | Прем'єр-ліга | 5     | 0    |
| 2007–08 | Селтік         | Шотландія  | Прем'єр-ліга | 16    | 5    |
| 2008–09 | Селтік         | Шотландія  | Прем'єр-ліга | 31    | 15   |
| Всього  | Всього         | Всього     | 190          | 53    |      |

## Нагороди та досягнення
Командні
- «Селтік»
  - Шотландська Прем'єр-ліга (4): 2007–2008, 2011–2012, 2012–2013, 2013–2014
  - Кубок Шотландії (2): 2010–2011, 2012–2013
  - Кубок Ліги (1): 2008–2009

Індивідуальні
- «Селтік»
  - Гравець місяця ШПЛ (1): вересень 2008